# Петербургское шоссе (Пушкинский район)
Петербу́ргское шоссе — шоссе в Пушкинском районе Санкт-Петербурга. Проходит от Октябрьского бульвара в Пушкине через территорию микрорайона Пулковское до Пулковского шоссе, с которым соединяется на Дальней Рогатке. Длина шоссе составляет 7,3 км.
Название связано с тем, что шоссе идёт из Пушкина в Петербург. В советское время шоссе носило название Ленинградского. 7 июля 1993 года ему вернули прежнее название — Петербургское.

## Застройка
В Пушкине Петербургское шоссе полноценно застроено на нечётной стороне от Ленинградской улицы до Детскосельского бульвара. Первый участок на нечётной стороне — от Октябрьского бульвара до Ленинградской улицы — занимает садоводство «Пенсионер». На той же стороне от Детскосельского бульвара до реки Кузьминки — Буферный парк, далее, после Кузьминки, — Кузьминское кладбище с Благовещенской часовней.
На чётной стороне находятся два вуза — Санкт-Петербургский государственный аграрный университет и Ленинградский государственный университет имени А. С. Пушкина.
После пересечения с Варшавской железнодорожной линией (переезд в 2016 году был заменён путепроводом) Петербургское шоссе проходит по гребню холма, известного как Пулковские высоты. Застройка на этом участке имеется только в Пулковском; там же находится конгрессно-выставочный комплекс «Экспофорум» и строится жилой микрорайон «На царскосельских холмах».

## Проезжая часть
В 2009 году была открыта развязка с тоннелем на перекрёстке с Пулковским шоссе.
В 2010 году, к 300-летию города Пушкина, был существенно расширен участок Петербургского шоссе от Детскосельского бульвара до Витебского проспекта — с двух до шести полос движения; тогда же был расширен путём пристройки мост через реку Кузьминку. По шоссе проходят маршруты автобусов, соединяющие Санкт-Петербург (ст. м. «Московская» и «Купчино») с Пушкином (186, 187, 232, 299, 342), Павловском (286, 299), Пудомягами и Лукашами (К-545, только от метро «Купчино»).

## Расширение Петербургского шоссе

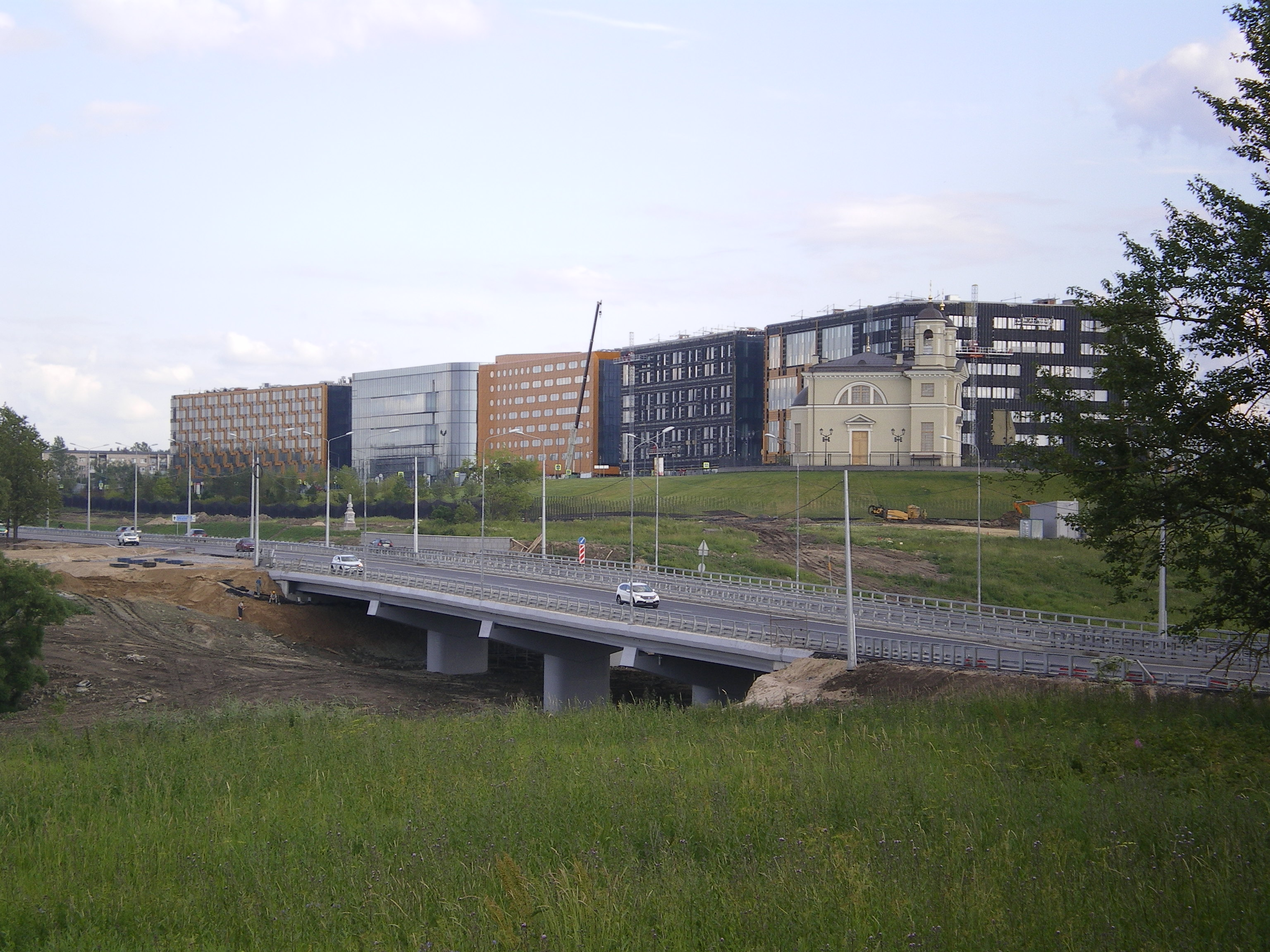
Новый мост через Пулковку

С весны 2014 года ведется расширение Петербургского шоссе на участке от развязки с Пулковским шоссе до въезда на территорию «Экспофорума». Первое время работы шли самовольно; подрядчиком-нарушителем было ЗАО «Производственное объединение „Возрождение“», входящее в группу «Возрождение». Узаконить работы удалось осенью 2014 года путём заключения государственного контракта с дирекцией транспортного строительства.
В рамках расширения Петербургского шоссе южнее старого двухполосного построена новая двухполосная дорога. Ради этого был демонтирован верстовой столб (в период строительства был отреставрирован и установлен в 2015 году несколько южнее исходного места). Безымянный дореволюционный мост через реку Пулковку был полностью снесён. Взамен был построен новый, с шириной вдвое больше. Северная половина моста была открыта в конце 2014 года, в начале 2015 года была открыта и южная половина.
В результате спрямления опасного поворота в районе огородов у остановки «Шушарская дорога» он стал более плавным.
22 апреля 2016 года было открыто движение по новому Пулковскому путепроводу (по его северной половине) над Варшавской железнодорожной линией. Тогда же перестал действовать переезд. 25 мая 2016 года открылось движение по южной стороне путепровода. Путепровод имеет шесть полос движения — в отличие от четырёхполосного Петербургского шоссе, что объясняется планами строительства развязки с Сарицкой улицей.
Проект реконструкции Петербургского шоссе от Пулковского шоссе до Витебского проспекта, выполненный ООО «Инжтехнология», был разработан за счёт средств выставочного комплекса ЗАО «Экспофорум», которому расширенная дорога жизненно необходима.

## Перекрёстки
- Октябрьский бульвар
- Ленинградская улица / Кузьминское шоссе
- улица Генерала Хазова
- Детскосельский бульвар
- Витебский проспект
- Сарицкая улица
- Кокколевская улица
- Безымянная улица (въезд в микрорайон Пулковское)
- Шушарская дорога / Соколиная улица (планируемая развязка)
- Пулковское шоссе